# Camille Desmoulins
Camille Desmoulins (1760-1794) là một nhà cách mạng và nhà báo người Pháp. Ông cùng với Danton đã phát động cuộc bạo loạn ngày 12-13/7 và trận Bastille, được biết đến là thành viên trẻ nhất của Hội đồng Quốc gia (Convention nationale) và chống lại Robespierre trong thời đại Khủng bố. Điều này khiến cho ông cùng với Danton bị xét xử và tử hình vào ngày 5/4/1794. Vợ ông là Lucie cũng bị xử chém vào ngày hôm sau.